# Putinska Rusija
Putinska Rusija (rus.: Путинская Россия) publicističko je djelo ruske novinarke Ane Politkovskaje, objavljeno 2005. godine. Autorica opisuje Rusiju u doba Putina kao zemlju kojom vlada kriminal uz podršku države. Putin krvavo rješava problem Čečenije i na taj način stječe podršku među biračima, iako ih zakonski ne štiti od kriminalaca. U knjizi je mnogo negativaca, stvarnih osoba koje žive i danas, dok je autorica ubijena nedugo nakon što je knjiga objavljena.

## Opis
Knjiga ima osam poglavlja. Prvo poglavlje, Vojska moje zemlje započinje opisom čečenskog rata, vojske i ratnih zločina. U vojsci ročnici nemaju nikakvih prava, koriste se kao jeftina radna snaga, ponižavani su, pljačkani, premlaćuje ih se, a učestali su i smrtni slučajevi (Miša Nikolajev, Dima Kiseljev, Valerij Putincev).
U sljedećem poglavlju, Naše najnovije srednjovjekovlje ili ratni zločinci cijele Rusije, između ostalog opširno se opisuje sudski proces protiv pukovnika Jurija Budanova koji je oteo, silovao i ubio 18-godišnju Čečenku Elzu Kungajevu. Takvi slučajevi nisu rijetki, ali je rijetkost u Rusiji da za njih vojno lice odgovara. Tvrdio je da je njegova žrtva bila snajperistica na temelju nikad predočene fotografije i da ga je vrijeđala (a nije znala ruski). Odbačeni su rezultati instituta za psihijatriju Serbski na čijem je čelu niz godina Tamara Pečernjikova koja donosi dijagnoze po diktatu s viših instanci. Unatoč svim uobičajenim prevarama i lažnim dokumentima, počinitelj je 2003. osuđen na 10 godina strogog zatvora zahvaljujući sucu Bukrejevu, generalu Gerasimovu i odvjetniku Stanislavu Markelovu. Budanov je pušten na slobodu 15. siječnja 2009. nakon osam i pol godina. Nekoliko dana kasnije, 19. siječnja 2009. u Moskvi je ubijeni su Stanislav Markelov i novinarka Anastasija Baburova. Uhićeni su i ubojice šestero Čečena, putnika u autobusu na redovnoj liniji. Žrtve su trudna majka sedmero djece i njezin nećak, ravnatelj škole, učitelj povijesti, šumar i vozač, ali su ubojice, Kalganski i Vojevodin, nakon pritvora pušteni na slobodu. Takva situacija u sudstvu, vojsci i državi pogoduje kriminalcima kao što je Pavel Feduljev koji je ubijao partnere i neprijatelje (Andrej Jakušev, Andrej Sosnjin, Jurij Altšul), a podmićivao predstavnike zakona (Rossel, Anatolij Krizski) dok nije postao najuspješniji poduzetnik u regiji, odnosno u Jekaterinburgu.
Treće poglavlje naslovljeno je Tanja, Miša, Lena, Rinat... i u njemu autorica opisuje život običnih građana Rusije.
Zatim slijede Provincijske priče: divlja privatizacija uz blagoslov države u kojima opisuje borbu za vlast i korupciju u ruskom društvu.
Peto poglavlje Provincijske priče o svemu i svačemu opisuje jaz između Moskve i ruske provincije. Spominje atomsku podmorsku flotu koja propada, a njezine posade žive u bijedi; gradnju naselja usred parka prirode i kulture, nekadašnjeg posjeda plemića Berg, koju ne zaustavlja sutkinja Elena Golubjeva, a isto se ponavlja diljem zemlje.
Šesto poglavlje "Nord-Ost", novija priča o uništavanju opisuje talačku krizu u moskovskom kazalištu Dubrovka 2002. godine i i način na koji su je ruske vlasti riješile, pobivši više talaca nego što bi to teroristi učinili. Saslušanje obitelji talaca pobijenih u kazalištu Dubrovka, odnosno dužnost da odbije sve njihove zahtjeve i da ih k tome izvrijeđa, zapalo je sutkinju Marinu Gorbačovu. Provodi se progon Čečena u Moskvi: otpuštanja s posla, uhićenja, premlaćivanja, prisiljavanja na priznanja, a za traženje terorista nema vremena.
Sedmo poglavlje, Akakij Akakijevič Putin II., podsjećajući na ime Gogoljeva lika iz Kabanice opisuje nepravilnosti tijekom izbora u Rusiji i nemar sustava prema pojedincu.
Posljednje poglavlje Nakon Beslana opisuje talačku krizu u Beslanu koja je riješena poput moskovske - jurišem i uz goleme bespotrebne žrtve. Nad stanovništvom Čečenije i Ingušetije i dalje se provodi državni terorizam pod krinkom antiterorističkih operacija.

### Hrvatski prijevod
Prijevod Branke Savić je uredan, prevoditeljica je zadržala humoristični ton Politkovskaje, no potkradaju se minimalne neobičnosti i pogreške, poput izbora rječnika (veče, uveče, ivica, kompjuter, šlic, štancati, skinhedi, piarovci) i prijepis ruskih naziva kao Presna umj. Presnja, Kadirev umj. Kadirov. Griješi se kod posvojnosti Feduljev umj. Feduljevljev i kod datuma, npr. 14. ožujak umj. 14. ožujka. Hrvatski prijevod Putinske Rusije predstavljen je 3. listopada 2008. u Novinarskom domu u Zagrebu. O knjizi su govorili hrvatski novinari i filmski dokumentarist i prijatelj ubijene novinarke Raphael Glucksmann.